# Impact Wrestling Sacrifice
Impact Wrestling Sacrifice – cykl gal wrestlingu, organizowanych przez federację Impact Wrestling (dawniej Total Nonstop Action Wrestling) od 2005. Początkowo, od 2005, gala odbywała się w formacie pay-per-view, następnie w 2016 zatytułowano tak odcinek specjalny programu telewizyjnego federacji, Impactu!. Od 2020 wydarzenie jest emitowane na platformie Impact Plus jako część Impact Plus Monthly Specials.

## Lista gal
| Gala                               | Data             | Miasto                   | Arena                   | Walka wieczoru | Źródło |
| ---------------------------------- | ---------------- | ------------------------ | ----------------------- | --- | ------ |
| Sacrifice (2005)                   | 14 sierpnia 2005 | Orlando, Floryda         | Impact Zone             | Jeff Jarrett i Rhino vs. Raven i Sabu Tag team match | [ 1 ]  |
| Sacrifice (2006)                   | 14 maja 2006     | Orlando, Floryda         | TNA Impact! Zone        | Christian Cage (c) vs. Abyss Full Metal Mayhem match o NWA World Heavyweight Championship                                                                                              | [ 2 ]  |
| Sacrifice (2007)                   | 13 maja 2007     | Orlando, Floryda         | TNA Impact! Zone        | Christian Cage vs. Kurt Angle vs. Sting Three-way match o nowo utworzone TNA World Heavyweight Championship                                                                            | [ 3 ]  |
| Sacrifice (2008)                   | 11 maja 2008     | Orlando, Floryda         | TNA Impact! Zone        | Samoa Joe (c) vs. Kaz vs. Scott Steiner Three-way match o TNA World Heavyweight Championship                                                                                           | [ 4 ]  |
| Sacrifice (2009)                   | 24 maja 2009     | Orlando, Floryda         | TNA Impact! Zone        | Mick Foley (c) vs. Jeff Jarrett vs. Kurt Angle vs. Sting Four-way Ultimate Sacrifice match o TNA World Heavyweight Championship                                                        | [ 5 ]  |
| Sacrifice (2010)                   | 16 maja 2010     | Orlando, Floryda         | TNA Impact! Zone        | Rob Van Dam (c) vs. A.J. Styles Singles match o TNA World Heavyweight Championship | [ 6 ]  |
| Sacrifice (2011)                   | 15 maja 2011     | Orlando, Floryda         | TNA Impact! Zone        | Sting (c) vs. Rob Van Dam Singles match o TNA World Heavyweight Championship | [ 7 ]  |
| Sacrifice (2012)                   | 13 maja 2012     | Orlando, Floryda         | TNA Impact! Zone        | Bobby Roode (c) vs. Rob Van Dam Ladder match o TNA World Heavyweight Championship | [ 8 ]  |
| Sacrifice (2014)                   | 27 kwietnia 2014 | Orlando, Floryda         | TNA Impact! Zone        | Eric Young (c) vs. Magnus Singles match o TNA World Heavyweight Championship | [ 9 ]  |
| Impact Wrestling: Sacrifice (2016) | 26 kwietnia 2016 | Orlando, Floryda         | TNA Impact! Zone        | Ethan Carter III vs. Mike Bennett Singles match | [ 10 ] |
| Sacrifice (2020)                   | 22 lutego 2020   | Louisville, Kentucky     | Davis Arena             | Tessa Blanchard vs. Ace Austin Non Title Champion vs. Champion match | [ 11 ] |
| Sacrifice (2021)                   | 13 marca 2021    | Nashville, Tennessee     | Skyway Studios          | Rich Swann (c) vs. Moose Singles match o Impact World Championship | [ 12 ] |
| Sacrifice (2022)                   | 5 marca 2022     | Louisville, Kentucky     | Paristown Hall          | Moose (c) vs. Heath Singles match o Impact World Championship | [ 13 ] |
| Sacrifice (2023)                   | 24 marca 2023    | Windsor, Ontario, Kanada | St. Clair College       | Time Machine (Alex Shelley, Chris Sabin i Kushida) vs. Frankie Kazarian, Rich Swann i Steve Maclin Six-man tag team match                                                              | [ 14 ] |
| Sacrifice (2024)                   | 8 marca 2024     | Windsor, Ontario, Kanada | St. Clair College       | Moose (c) vs. Eric Young Singles match o TNA World Championship | [ 15 ] |
| Sacrifice (2025)                   | 14 marca 2025    | El Paso, Teksas          | El Paso County Coliseum | Joe Hendry, Matt Hardy, Elijah, Leon Slater i Nic Nemeth vs. The System (Eddie Edwards, Brian Myers i JDC) i The Colóns (Eddie Colón i Orlando Colón) Steel Cage 10-man tag team match |        |

## Wyniki

### 2005
Sacrifice (2005) – gala wrestlingu wyprodukowana przez federację Total Nonstop Action Wrestling (TNA). Odbyła się 14 sierpnia 2005 w Impact Zone w Orlando na Florydzie. Była to pierwsza gala z cyklu Sacrifice oraz ósme wydarzenie pay-per-view TNA w 2005 roku.
Karta gali zapowiadała dziewięć walk, z czego jedna była finałem turnieju TNA Super X Cup. Dodatkowe starcie odbyło się podczas pre-showu wydarzenia.
| Nr                                                                   | Wyniki | Stypulacje | Czas  |
| -------------------------------------------------------------------- | --- | --- | ----- |
| 1P                                                                   | Apolo i Sonny Siaki pokonali Jerrelle'a Clarka i Mikeya Battsa | Tag Team match | 4:35  |
| 2                                                                    | Chris Sabin, Shark Boy i Sonjay Dutt pokonali Elixa Skippera, Simona Diamonda i Davida Younga                                                                                        | 6-Man Tag Team match | 7:21  |
| 3                                                                    | Alex Shelley pokonał Shockera | Singles match | 8:50  |
| 4                                                                    | Abyss (z Jamesem Mitchellem) pokonał Lance’a Hoyta | Singles match | 9:09  |
| 5                                                                    | 3Live Kru (Konnan i Ron Killings) pokonali Kipa Jamesa i Monty’ego Browna | Tag Team match z B.G. Jamesem jako sędzią specjalnym | 7:45  |
| 6                                                                    | Christopher Daniels pokonał Austina Ariesa | Singles match | 9:35  |
| 7                                                                    | Jerry Lynn pokonał Seana Waltmana | Singles match | 15:31 |
| 8                                                                    | Team Canada (A-1, Bobby Roode, Eric Young i Petey Williams) pokonali America’s Most Wanted (Chrisa Harrisa i Jamesa Stroma) oraz The Naturals (Andy’ego Douglasa i Chase’a Stevensa) | 8-Man Tag Team match | 11:11 |
| 9                                                                    | Samoa Joe pokonał A.J. Stylesa | Singles match Finał turnieju TNA Super X Cup | 15:15 |
| 10                                                                   | Jeff Jarrett i Rhino pokonali Ravena i Sabu | Tag Team match Jeśli Jarrett przypnie Ravena, zdobędzie miano pretendenckie do NWA World Heavyweight Championship Jeśli Raven przypnie Jarretta, ten nie będzie mógł walczyć o mistrzostwo przez okres roku | 16:23 |
| (c) – mistrz/mistrzyni przed walkąP – walka miała miejsce w pre-show | | |       |

### 2006
Sacrifice (2006) – gala wrestlingu wyprodukowana przez federację Total Nonstop Action Wrestling (TNA). Odbyła się 14 maja 2006 w Impact Zone w Orlando na Florydzie. Była to druga gala z cyklu Sacrifice oraz piąte wydarzenie pay-per-view TNA w 2006 roku.
Karta wydarzenia obejmowała osiem walk, z czego dwie były starciami turnieju World X Cup.
| Nr                                 | Wyniki | Stypulacje                                                   | Czas  |
| ---------------------------------- | --- | ------------------------------------------------------------ | ----- |
| 1                                  | Jushin Thunder Liger (z Black Tigerem, Minoru Tanaką i Hirookim Goto) pokonał Peteya Williamsa (z Erikiem Youngiem, Johnnym Devinem i Tysonem Duxem)                                                                                       | Singles match Walka turniejowa World X Cup Tournament        | 7:16  |
| 2                                  | America’s Most Wanted (Chris Harris i James Storm) (c) pokonali A.J. Stylesa i Christophera Danielsa | Tag Team match o NWA World Tag Team Championship             | 15:30 |
| 3                                  | Raven pokonał A-1 (z Larrym Zbyszko) | Singles match                                                | 5:19  |
| 4                                  | Bobby Roode (z Coachem D’Amore) pokonał Rhino | Singles match                                                | 12:07 |
| 5                                  | The James Gang (B.G. James & Kip James) pokonali Team 3D (Brothera Raya i Brothera Devona) | Tag Team match                                               | 9:35  |
| 6                                  | Petey Williams pokonał Minoru Tanakę, Pumę, Chrisa Sabina, Hirookiego Goto, Incognito, Johnny’ego Devine'a, Sonjaya Dutta, Black Tigera, Magno, Erika Younga, Alexa Shelleya, Jushina Thunder Ligera, Shockera, Tysona Duxa i Jaya Lethala | Gauntlet match Walka turniejowa World X Cup Tournament       | 19:21 |
| 7                                  | Sting i Samoa Joe pokonali Jeffa Jarretta i Scotta Steinera (z Gail Kim) | Tag Team match                                               | 14:24 |
| 8                                  | Christian Cage (c) pokonał Abyssa (z Jamesem Mitchellem) | Full Metal Mayhem match o NWA World Heavyweight Championship | 26:01 |
| (c) – mistrz/mistrzyni przed walką | |                                                              |       |

### 2007
Sacrifice (2007) – gala wrestlingu wyprodukowana przez federację Total Nonstop Action Wrestling (TNA). Odbyła się 13 maja 2007 w Impact Zone w Orlando na Florydzie. Była to trzecia gala z cyklu Sacrifice oraz piąte wydarzenie pay-per-view TNA w 2007 roku.
Na kartę wydarzenia składało się dziewięć walk. Rankiem przed galą zarząd National Wrestling Alliance (NWA) odebrał mistrzostwa Christianowi Cage'owi oraz Team 3D. TNA zerwało wszystkie więzi łączące federację z NWA. Podczas gali Cage i Team 3D bronili swoich pozycji mistrzów w walkach o nowo utworzone pasy TNA.
| Nr                                 | Wyniki | Stypulacje                                       | Czas  |
| ---------------------------------- | --- | ------------------------------------------------ | ----- |
| 1                                  | Chris Sabin (c) pokonał Jaya Lethala i Sonjaya Dutta                                                                                 | 3-Way match o TNA X Division Championship        | 13:00 |
| 2                                  | Robert Roode (z Ms. Brooks) pokonał Jeffa Jarretta                                                                                   | Singles match                                    | 11:21 |
| 3                                  | Christopher Daniels pokonał Rhino | Singles match                                    | 10:01 |
| 4                                  | Basham i Damaja (z Christy Hemme) pokonali Kipa Jamesa                                                                               | 2-on-1 Handicap match                            | 4:26  |
| 5                                  | Chris Harris pokonał Jamesa Storma                                                                                                   | Texas Death match                                | 17:14 |
| 6                                  | Jerry Lynn pokonał Tiger Maska, Alexa Shelleya i Senshiego                                                                           | Four Corners match                               | 10:43 |
| 7                                  | Team 3D (Brother Ray i Brother Devon) (c) pokonali Scotta Steinera i Tomko oraz The Latin American Xchange (Homicide'a i Hernandeza) | 3-Way match o NWA World Tag Team Championship    | 12:38 |
| 8                                  | Samoa Joe pokonał A.J. Stylesa | Singles match                                    | 12:48 |
| 9                                  | Kurt Angle pokonał Stinga i Christiana Cage’a                                                                                        | 3-Way match o TNA World Heavyweight Championship | 10:45 |
| (c) – mistrz/mistrzyni przed walką | |                                                  |       |

### 2008
Sacrifice (2008) – gala wrestlingu wyprodukowana przez federację Total Nonstop Action Wrestling (TNA). Odbyła się 11 maja 2008 w Impact Zone w Orlando na Florydzie. Była to czwarta gala z cyklu Sacrifice oraz piąte wydarzenie pay-per-view TNA w 2008 roku.
W karcie wydarzenia znalazło się dziesięć walk. Podczas gali odbył się turniej Deuces Wild Tag Team Tournament, a także pierwsza walka TerrorDome (późniejszy Steel Asylum match).
| Nr                                 | Wyniki | Stypulacje                                                                                                | Czas  |
| ---------------------------------- | --- | --- | ----- |
| 1                                  | Team 3D (Brother Devon i Brother Ray) pokonali Jamesa Storma (z Jackie Moore) i Stinga                                                                      | Tag Team match Ćwierćfinał Deuces Wild Tag Team Tournament                                                | 8:45  |
| 2                                  | Christian Cage i Rhino pokonali Bookera T i Roberta Roode’a                                                                                                 | Tag Team match Ćwierćfinał Deuces Wild Tag Team Tournament                                                | 7:01  |
| 3                                  | The Latin American Xchange (Hernandez i Homicide) (z Hectorem Guerrero) pokonali Kipa Jamesa i Matta Morgana                                                | Tag Team match Ćwierćfinał Deuces Wild Tag Team Tournament                                                | 4:13  |
| 4                                  | A.J. Styles i Super Eric pokonali Awesome Kong (z Raishą Saeed) i B.G. Jamesa                                                                               | Tag Team match Ćwierćfinał Deuces Wild Tag Team Tournament                                                | 5:29  |
| 5                                  | Kaz pokonał Alexa Shelleya, Chrisa Sabina, Consequences Creeda, Curry Mana, Jaya Lethala, Jimmy’ego Rave'a, Johnny’ego Devine'a, Shark Boya i Sonjaya Dutta | TerrorDome o miano pretendenckie do TNA World Heavyweight Championship                                    | 10:32 |
| 6                                  | Team 3D (Brother Ray i Brother Devon) pokonali Christiana Cage’a i Rhino                                                                                    | Tag Team match Półfinał Deuces Wild Tag Team Tournament                                                   | 9:52  |
| 7                                  | The Latin American Xchange (Hernandez i Homicide) (z Hectorem Guerrero i Salinas) pokonali A.J. Stylesa i Super Erika                                       | Tag Team match Półfinał Deuces Wild Tag Team Tournament                                                   | 7:30  |
| 8                                  | Gail Kim pokonała Angelinę Love, Christy Hemme, Jackie Moore, ODB, Salinas, Rhakę Khan, Roxxi Laveaux, Traci Brooks i Velvet Sky                            | 10-osobowy TNA Knockouts Makeover Battle Royal o miano pretendenckie do TNA Women’s Knockout Championship | 7:29  |
| 9                                  | The Latin American Xchange (Hernandez i Homicide) (z Hector Guerrero i Salinas) pokonali Team 3D (Brother Ray i Brother Devon)                              | Tag Team match Finał Deuces Wild Tag Team Tournament o zawieszone TNA World Tag Team Championship         | 8:48  |
| 10                                 | Samoa Joe (c) pokonał Kaza i Scotta Steinera (z Peteyem Williamsem i Rhaką Khan)                                                                            | 3-Way match o TNA World Heavyweight Championship                                                          | 14:27 |
| (c) – mistrz/mistrzyni przed walką | | |       |

### 2009
Sacrifice (2009) – gala wrestlingu wyprodukowana przez federację Total Nonstop Action Wrestling (TNA). Odbyła się 24 maja 2009 w Impact Zone w Orlando na Florydzie. Była to piąta gala z cyklu Sacrifice oraz piąte wydarzenie pay-per-view TNA w 2009 roku.
Na kartę części głównej wydarzenia składało się osiem walk, a dodatkowe starcie odbyło się podczas jego pre-showu. Podczas gali odbyło się starcie finałowe turnieju Team 3D Invitational Tag Team Tournament.
| Nr                                                                   | Wyniki | Stypulacje                                                    | Czas  |
| -------------------------------------------------------------------- | --- | ------------------------------------------------------------- | ----- |
| 1P                                                                   | Amazing Red pokonał Kiyoshiego | Singles match                                                 | 7:02  |
| 2                                                                    | Eric Young i Lethal Consequences (Jay Lethal i Consequences Creed) pokonali Sheika Abdula Bashira i The Motor City Machine Guns (Alexa Shelleya i Chrisa Sabina) | 6-Man Tag Team match                                          | 13:54 |
| 3                                                                    | Taylor Wilde pokonała Daffney (z Abyssem) | Monster's Ball match                                          | 3:33  |
| 4                                                                    | Suicide (c) vs. Daniels zakończyło się remisem | Singles match o TNA X Division Championship                   | 17:06 |
| 5                                                                    | Angelina Love (c) pokonała Awesome Kong (z Raishą Saeed) | Singles match o TNA Knockouts Championship                    | 5:56  |
| 6                                                                    | Samoa Joe pokonał Kevina Nasha | Singles match                                                 | 8:01  |
| 7                                                                    | Beer Money, Inc. (James Storm i Robert Roode) pokonali The British Invasion (Brutusa Magnusa i Douga Williamsa) (z Robem Terrym)                                 | Tag Team match Finał Team 3D Invitational Tag Team Tournament | 10:44 |
| 8                                                                    | A.J. Styles (c) pokonał Bookera T | „I Quit” match o TNA Legends Championship                     | 16:48 |
| 9                                                                    | Sting pokonał Micka Foleya, Kurta Angle'a i Jeffa Jarretta | 4-Way Ultimate Sacrifice match                                | 14:56 |
| (c) – mistrz/mistrzyni przed walkąP – walka miała miejsce w pre-show | |                                                               |       |

### 2010
Sacrifice (2010) – gala wrestlingu wyprodukowana przez federację Total Nonstop Action Wrestling (TNA). Odbyła się 16 maja 2010 w Impact Zone w Orlando na Florydzie. Była to szósta gala z cyklu Sacrifice oraz piąte wydarzenie pay-per-view TNA w 2010 roku.
Karta wydarzenia składała się z dziewięciu walk.
| Nr                                 | Wyniki | Stypulacje | Czas  |
| ---------------------------------- | --- | --- | ----- |
| 1                                  | The Motor City Machine Guns (Alex Shelley i Chris Sabin) pokonali Beer Money, Inc. (Jamesa Storma i Roberta Roode’a) i Team 3D (Brothera Devona i Brothera Raya) | 3-Way Tag Team match o miano pretendenckie do TNA World Tag Team Championship                                                                                     | 13:13 |
| 2                                  | Rob Terry (c) pokonał Orlando Jordana | Singles match o TNA Global Championship | 7:45  |
| 3                                  | Douglas Williams pokonał Kazariana (c) | Singles match o TNA X Division Championship | 13:50 |
| 4                                  | Madison Rayne (c) pokonała Tarę | Title vs. Career match o TNA Knockouts Championship | 6:28  |
| 5                                  | The Band (c) (Kevin Nash i Scott Hall) pokonali Ink Inc. (Jessego Neala i Shannona Moore’a)                                                                      | Tag Team match o TNA World Tag Team Championship | 8:47  |
| 6                                  | Abyss pokonał Desmonda Wolfe’a (z Chelsea) | „Chelsea vs. Ring match” W wypadku wygranej Abyssa, Chelsea stałaby się jego menedżerką W przypadku wygranej Wolfe otrzymałby pierścień Hall of Fame Hulka Hogana | 9:27  |
| 7                                  | Jeff Hardy pokonał Mr. Andersona | Singles match | 13:57 |
| 8                                  | Sting pokonał Jeffa Jarretta | Singles match | 0:14  |
| 9                                  | Rob Van Dam (c) pokonał A.J. Stylesa (z Rikiem Flairem) | Singles match o TNA World Heavyweight Championship | 24:47 |
| (c) – mistrz/mistrzyni przed walką | | |       |

### 2011
Sacrifice (2011) – gala wrestlingu wyprodukowana przez federację Total Nonstop Action Wrestling (TNA). Odbyła się 15 maja 2011 w Impact Zone w Orlando na Florydzie. Była to siódma gala z cyklu Sacrifice oraz piąte wydarzenie pay-per-view TNA w 2011 roku.
Karta gali oferowała dziewięć walk. Gala pamiętana jest z powodu powrotu do ringu Chyny; była to ostatnia walka w jej karierze.
| Nr                                 | Wyniki | Stypulacje | Czas  |
| ---------------------------------- | --- | --- | ----- |
| 1                                  | Mexican America (Anarquia i Hernandez) (z Saritą i Rositą) pokonali Ink Inc. (Jessego Neala i Shannona Moore’a) | Tag Team match                                                                                                   | 9:39  |
| 2                                  | Brian Kendrick pokonał Robbiego E (z Cookie)                                                                    | Singles match | 6:41  |
| 3                                  | Mickie James (c) pokonała Madison Rayne                                                                         | Singles match o TNA Knockouts Championship W wypadku wygranej James, kontrakt łączący Rayne i Tarę byłby zerwany | 6:57  |
| 4                                  | Kazarian (c) pokonał Maxa Bucka                                                                                 | Singles match o TNA X Division Championship                                                                      | 11:21 |
| 5                                  | Crimson pokonał Abyssa                                                                                          | Singles match | 10:43 |
| 6                                  | Beer Money, Inc. (James Storm i Robert Roode) (c) pokonali Immortal (Chrisa Harrisa i Matta Hardy’ego)          | Tag Team match o TNA World Tag Team Championship                                                                 | 13:51 |
| 7                                  | Tommy Dreamer pokonał A.J. Stylesa                                                                              | No Disqalification match                                                                                         | 13:04 |
| 8                                  | Kurt Angle i Chyna pokonali Jeffa Jarretta i Karen Jarrett                                                      | Mixed Tag Team match                                                                                             | 10:19 |
| 9                                  | Sting (c) pokonał Roba Van Dama                                                                                 | Singles match o TNA World Heavyweight Championship                                                               | 12:43 |
| (c) – mistrz/mistrzyni przed walką | | |       |

### 2012
Sacrifice (2012) – gala wrestlingu wyprodukowana przez federację Total Nonstop Action Wrestling (TNA). Odbyła się 13 maja 2012 w Impact Zone w Orlando na Florydzie. Była to ósma gala z cyklu Sacrifice oraz piąte wydarzenie pay-per-view TNA w 2012 roku.
Karta wydarzenia obejmowała osiem walk.
| Nr                                 | Wyniki                                                                            | Stypulacje                                        | Czas  |
| ---------------------------------- | --------------------------------------------------------------------------------- | ------------------------------------------------- | ----- |
| 1                                  | Bad Influence (Christopher Daniels i Kazarian) pokonali Samoa Joego i Magnusa (c) | Tag Team match o TNA World Tag Team Championship  | 10:54 |
| 2                                  | Gail Kim (c) pokonała Brooke Tessmacher                                           | Singles match o TNA Knockouts Championship        | 7:26  |
| 3                                  | Devon (c) pokonał Robbiego E i Robbiego T                                         | Triple Threat match o TNA Television Championship | 5:28  |
| 4                                  | Mr. Anderson pokonał Jeffa Hardy’ego                                              | Singles match                                     | 11:47 |
| 5                                  | Crimson pokonał Erika Younga (z ODB)                                              | Singles match                                     | 6:08  |
| 6                                  | Austin Aries (c) pokonał Bully'ego Raya poprzez poddanie                          | Singles match o TNA X Division Championship       | 13:18 |
| 7                                  | Kurt Angle pokonał A.J. Stylesa poprzez poddanie                                  | Singles match                                     | 20:35 |
| 8                                  | Bobby Roode (c) pokonał Roba Van Dama                                             | Ladder match o TNA World Heavyweight Championship | 15:38 |
| (c) – mistrz/mistrzyni przed walką |                                                                                   |                                                   |       |

### 2014
Sacrifice (2014) – gala wrestlingu wyprodukowana przez federację Total Nonstop Action Wrestling (TNA). Odbyła się 27 kwietnia 2014 w Impact Zone w Orlando na Florydzie. Była to dziewiąta i ostatnia gala pay-per-view z cyklu Sacrifice oraz drugie wydarzenie pay-per-view TNA w 2014 roku.
Karta składała się z ośmiu walk.
| Nr                                 | Wyniki | Stypulacje                                                                        | Czas  |
| ---------------------------------- | --- | --------------------------------------------------------------------------------- | ----- |
| 1                                  | The Wolves (Davey Richards i Eddie Edwards) pokonali The BroMans (Robbiego E, Jessiego Godderza i DJ Z) (c) | No Disqualification match o TNA World Tag Team Championship                       | 10:14 |
| 2                                  | Mr. Anderson (z Christy Hemme) pokonał Samuela Shawa                                                        | Commited match                                                                    | 10:30 |
| 3                                  | Kurt Angle i Willow pokonali Ethana Cartera III i Rockstar Spuda                                            | Tag Team match                                                                    | 9:04  |
| 4                                  | Sanada (c) pokonał Tigre Uno                                                                                | Singles match o TNA X Division Championship Ostatnia walka w Best of Three Series | 9:29  |
| 5                                  | Gunner pokonał Jamesa Storma                                                                                | „I Quit” match                                                                    | 18:50 |
| 6                                  | Angelina Love (z Velvet Sky) pokonała Madison Rayne (c)                                                     | Singles match o TNA Knockouts Championship                                        | 8:08  |
| 7                                  | Bobby Roode pokonał Bully'ego Raya                                                                          | Tables match                                                                      | 13:42 |
| 8                                  | Eric Young (c) pokonał Magnusa                                                                              | Singles match o TNA World Heavyweight Championship                                | 15:50 |
| (c) – mistrz/mistrzyni przed walką | |                                                                                   |       |

### 2016
Impact Wrestling: Sacrifice (2016) – gala wrestlingu wyprodukowana przez federację Total Nonstop Action Wrestling (TNA), będąca odcinkiem specjalnym tygodniówki Impact Wrestling. Została nagrana 19 marca 2016 w Impact Zone w Orlando na Florydzie i wyemitowana 26 kwietnia 2016. Było to dziesiąte wydarzenie z cyklu Sacrifice.
Karta wydarzenia oferowała pięć walk.
| Nr                                 | Wyniki | Stypulacje                                                         | Czas  |
| ---------------------------------- | --- | ------------------------------------------------------------------ | ----- |
| 1                                  | Drew Galloway (c) pokonał Tyrusa                                                                            | Singles match o TNA World Heavyweight Championship                 | 7:55  |
| 2                                  | Rosemary pokonała Gail Kim                                                                                  | Singles match                                                      | 6:08  |
| 3                                  | Decay (Crazzy Steve i Abyss) (z Rosemary) pokonali Beer Money, Inc. (Bobby’ego Roode’a i Jamesa Storma) (c) | Valley of Shadows match o TNA World Tag Team Championship          | 14:10 |
| 4                                  | Bram pokonał Erika Younga (c)                                                                               | Falls Count Anywhere match o TNA King of the Mountain Championship | 6:34  |
| 5                                  | Mike Bennett pokonał Ethana Cartera III                                                                     | No Disqualification match                                          | 11:11 |
| (c) – mistrz/mistrzyni przed walką | |                                                                    |       |